# Рича-рича
Ри́ча-ри́ча (индон. rica-rica) — группа блюд индонезийской кухни, объединённая общим способом кулинарной обработки: тушением продуктов в густом остром соусе, приготовляемом из красного перца с добавлением большого количества различных специй и пряностей. Чаще всего таким образом готовятся курятина, утятина, различные виды рыбы и морепродуктов.
Является традиционным кулинарным специалитетом жителей полуострова Минахаса в северной части острова Сулавеси, однако пользуется немалой популярностью и в других районах Индонезии.

## Происхождение и распространение
Тушение продуктов в красном перце традиционно является одним из основных кулинарных приёмов национальной кухни минахасцев, которая в Индонезии известна как манадская — по названию города Манадо, важнейшего экономического и культурного центра полуострова Минахаса. Обитатели этой части острова Сулавеси были в числе первых жителей Малайского архипелага, познакомившихся с красным перцем: эту культуру завезли сюда испанские колонизаторы в конце XVI века и с тех пор она занимает важнейшее место в местной гастрономической культуре. Собственно, «рича» на одном из минахасских языков и означает как существительное «красный перец», а как прилагательное — «острый на вкус». Таким образом «рича-рича» — название как самого́ блюда, так и характерного для него перечного соуса — может быть переведено как «очень острый» или «очень перечный».
Как и некоторые другие блюда манадской кухни, рича-рича со временем получила определённое распространение в других регионах Индонезии. Она, в частности, стала одним из традиционных составляющих рийстафеля — комплексного обеда, введённого в обиход голландцами в период их колониального владычества в этой стране. Пользуется определённым спросом это кушанье и в современных Нидерландах, где выходцы с Северного Сулавеси составляют значительную часть многочисленной индонезийской общины. Кроме того, рича-рича часто присутствует в меню этнических индонезийских ресторанов в других странах мира.

## Приготовление и разновидности

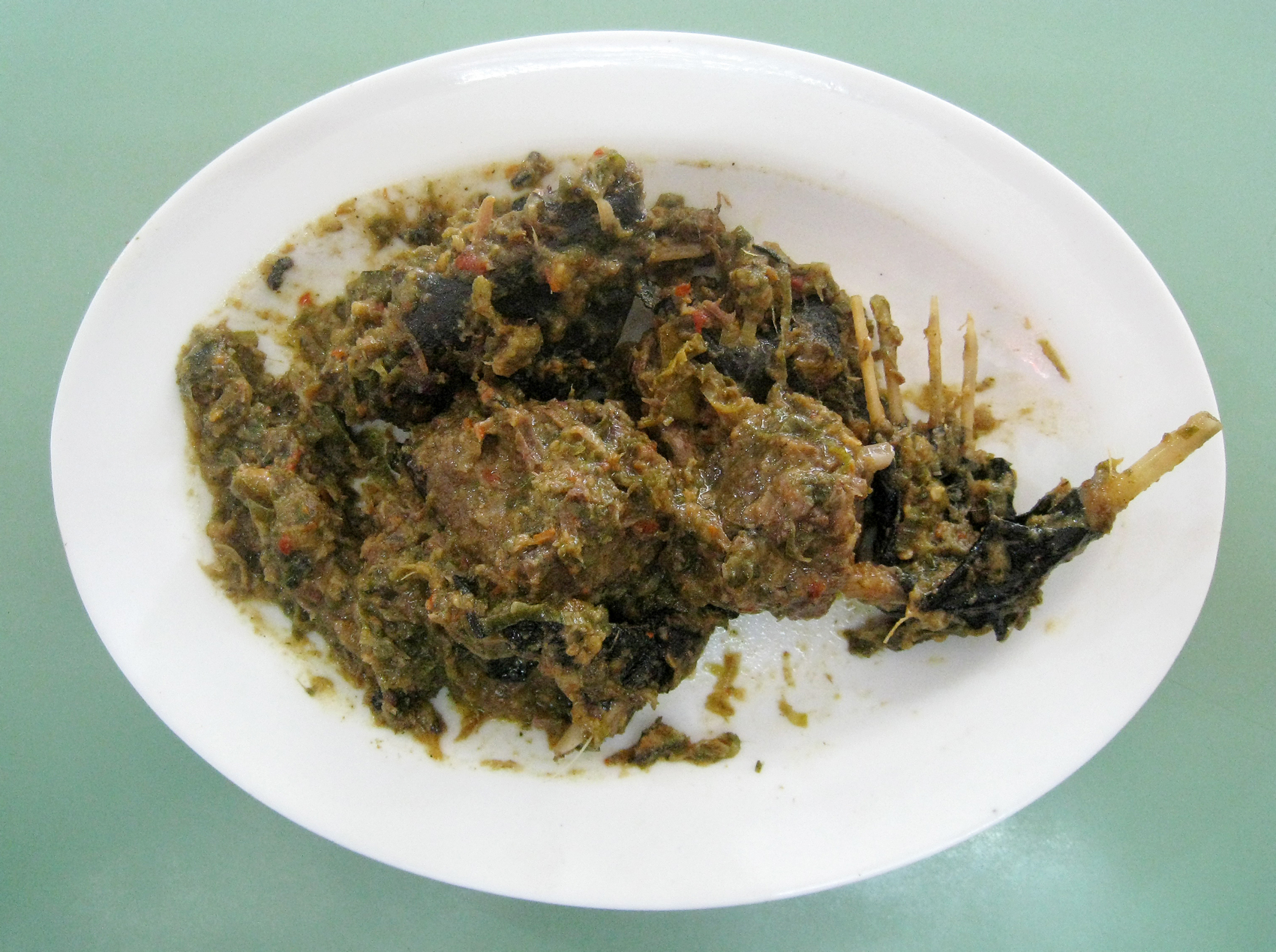
Рича-рича из летучей лисицы в соусе на основе зелёного чили — традиционное блюдо манадской кухни

Блюдо может готовиться из самых различных продуктов. На его родине, Северном Сулавеси, особой популярностью традиционно пользуется рича-рича из рыбы и морепродуктов, которые занимают важное место в местной кухне, а также из курятины, утятины и свинины. Кроме того, минахасцы нередко готовят подобным образом и мясо животных, весьма экзотических в кулинарном плане, в том числе летучих мышей, летучих лисиц, змей и собак. Такие варианты кушанья не получили распространения в других регионах страны, равно как и рича-рича из свинины — в частности, в силу того, что большинство индонезийцев является мусульманами и соблюдает соответствующие пищевые запреты, тогда как минахасцы в основном исповедуют христианство. В то же время, куриная, утиная, рыбная, креветочная и баранья рича-рича приобрели весьма широкую популярность по всей Индонезии. Более того, в некоторых регионах страны, особенно на Яве, постепенно сложились свои собственные рецепты этого блюда, не свойственные Северному Сулавеси. Так, например, кулинарным специалитетом центральнояванского Семаранга является рича-рича из куриных лапок, а округа Пурвореджо, также находящегося на Центральной Яве, — рича-рича из мускусной утки.
Готовое блюдо всегда называется по исходному продукту, причём слово «рича-рича» обычно служит определением: «курица рича-рича» (индон. ayam rica-rica) или «креветки рича-рича» (индон. udang rica-rica), однако иногда может выступать и в роли определяемого члена словосочетания, например «утиная рича-рича» (индон. rica-rica bebek).

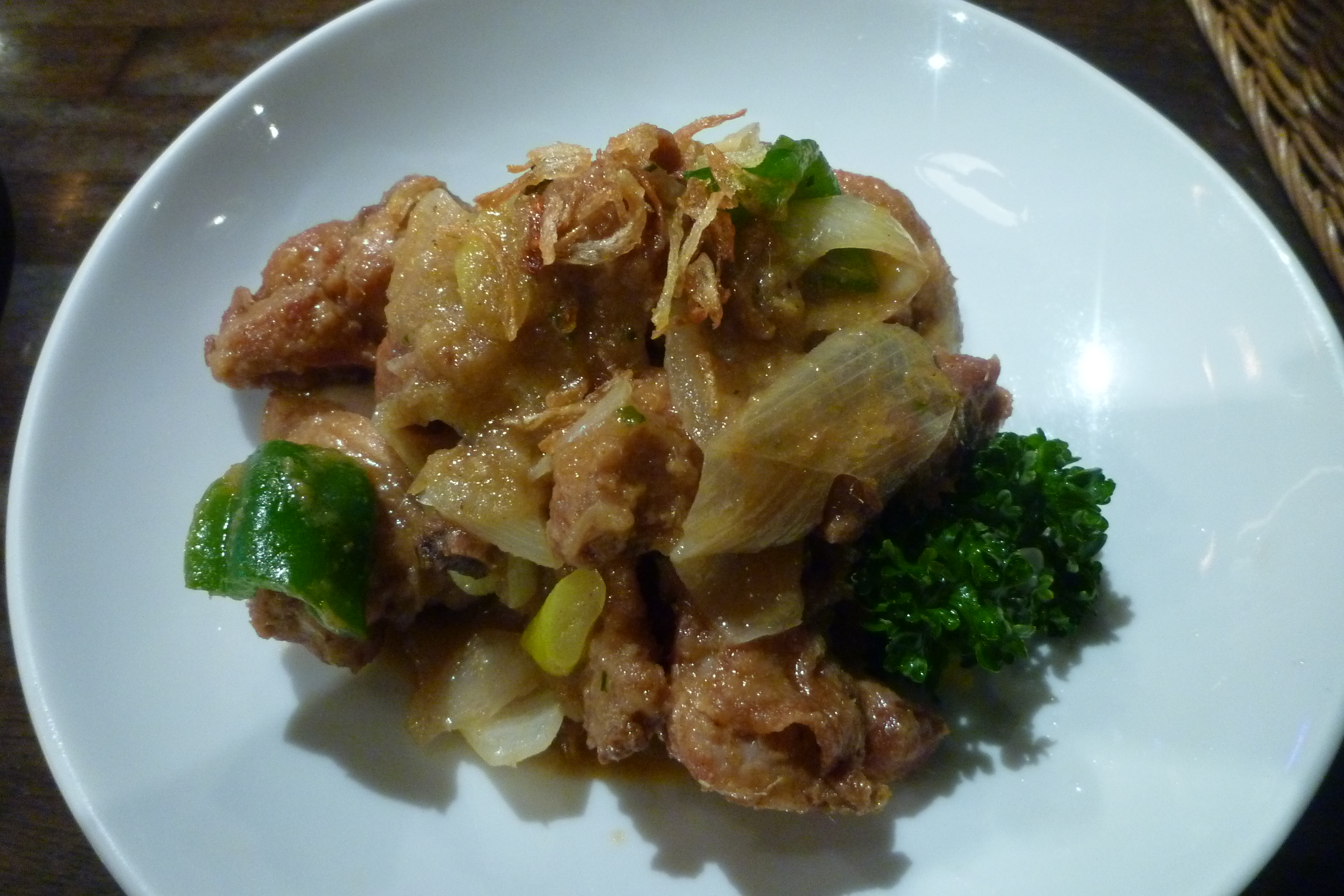
Рича-рича из курятины с луком, паприкой и зеленью, поданная в индонезийском ресторане в Йокогаме

Соус рича-рича приготовляется путём обжарки в растительном масле определённого набора измельчённых специй и пряностей, основную часть которых неизменно составляют различные сорта красного перца. Помимо перца чаще всего используются лумбанг, чеснок, лук-шалот, имбирь, цимбопогон, мякоть и листья лайма. Некоторые рецепты — например, вышеупомянутой рича-рича из мускусной утки по-пурвореджски — предусматривают добавление в соус соевого соуса и сахара, некоторые — кокосового молока. Традиционно  специи и пряности толклись в ступке, в современных же условиях для их измельчения и смешивания всё чаще используются кухонные блендеры.
Разогретые в масле на дне глубокой сковороды или вока специи образуют густую кашеобразную массу, обычно имеющую различные оттенки красного или коричневого цвета. Исключение составляют вариации рича-рича, предусматривающие использование незрелых стручков перца чили — в этих случаях соус приобретает характерный зелёный цвет. В разогретый соус выкладывается основной продукт блюда, обычно нарезанный небольшими кусочками — целиком готовятся лишь креветки и некоторые другие морепродукты. Чаще всего продукты тушатся в сыром виде, хотя иногда мясо или курятина предварительно обжариваются до полуготовности в растительном масле. По ходу тушения в блюдо могут добавляться нарезанные мелкими кусочками овощи, чаще всего репчатый лук, паприка или зелень, иногда — зелёные помидоры и ананас.
Готовое блюдо представляет собой подобие европейского рагу или стью большей или меньшей степени густоты. Большое количество красного перца и других специй придают ему весьма резкий остро-пряный вкус.
На Северном Сулавеси рича-рича является одним из наиболее популярных блюд как домашней, так и ресторанной кухни. В других регионах Индонезии она также нередко готовится в домашних условиях и фигурирует в меню заведений общественного питания. Есть это кушанье принято в горячем виде как можно скорее после приготовления. Перед подачей его часто посыпают жареным репчатым луком. В качестве гарнира к нему обычно подается варёный рис, иногда тинутуан — густая каша из риса, тыквы и тапиоки с добавлением различных овощей и трав, ещё один кулинарный специалитет Северного Сулавеси.